# Opina deidrogenasi
La Opina deidrogenasi è un enzima appartenente alla classe delle ossidoreduttasi, che catalizza la seguente reazione:
(2S)-2-{[1-(R)-carbossietil]amino}pentanoato + NAD+ + H2O ⇄ L-2-acido aminopentanoico + piruvato + NADH + H+
Nella reazione diretta, l'enzima di Arthrobacter sp. agisce anche su ammine secondarie dicarbossilate come la N-(1-carbossietil)metionina e la N-(1-carbossietil)fenilalanina. La deidrogenazione forma una immina, che si dissocia nell'aminoacido e nel piruvato. Nella direzione inversa, l'enzima agisce anche sugli aminoacidi neutri che funzionano come donatori di gruppi amminici. Questi includono  L-aminoacidi come l'acido 2-aminopentanoico, l'acido 2-aminobutirrico, l'acido 2-aminoesanoico, la 3-cloroalanina, la O-acetilserina, la metionina, l'isoleucina, la valina, la fenilalanina, la leucina e l'alanina. Gli amino-accettori includono 2-ossoacidi come il piruvato, l'ossalacetato, il gliossilato e il 2-ossobutirrato.